# Liste der Kürzel der Baumarten in der Forsteinrichtung in Sachsen
Diese Liste führt die Kürzel der Baumarten in der Forsteinrichtung in Sachsen auf.
Mit diesen Kürzeln werden die Baumarten in den Wirtschaftsbüchern (Revierbücher) der Forstreviere bezeichnet. Sie finden sehr oft Verwendung bei Geländebegehungen im Forst.
| Kürzel                         | deutscher Name                    | wissenschaftlicher Name                      |
| 1. Fichten                     | 1. Fichten                        | 1. Fichten                                   |
| ------------------------------ | --------------------------------- | -------------------------------------------- |
| GFI                            | Gemeine Fichte                    | Picea abies                                  |
| OFI                            | Omorikafichte                     | Picea omorika                                |
| PFI                            | Stechfichte                       | Picea pungens                                |
| FIS                            | Sonstige Fichten                  | Picea spec.                                  |
| 2. Kiefern                     |                                   |                                              |
| GKI                            | Gemeine Kiefer                    | Pinus sylvestris                             |
| WKI                            | Weymouthskiefer                   | Pinus strobus                                |
| SKI                            | Schwarzkiefer                     | Pinus nigra (ssp. nigra)                     |
| MKI                            | Murraykiefer                      | Pinus contorta                               |
| RKI                            | Rumelische Kiefer                 | Pinus peuce                                  |
| BKI                            | Bergkiefer                        | Pinus mugo                                   |
| KIS                            | Sonstige Kiefern                  | Pinus spec.                                  |
| 3. Lärchen                     |                                   |                                              |
| ELA                            | Europäische Lärche                | Larix decidua                                |
| JLA                            | Japanische Lärche                 | Larix kaempferi                              |
| HLA                            | Hybridlärche                      | Larix x eurolepis                            |
| LAS                            | Sonstige Lärchen                  | Larix spec.                                  |
| 4. Sonstige Nadelbaumarten     |                                   |                                              |
| WTA                            | Weißtanne                         | Abies alba                                   |
| KTA                            | Küstentanne                       | Abies grandis                                |
| CTA                            | Coloradotanne                     | Abies concolor                               |
| NTA                            | Nordmanntanne                     | Abies nordmanniana                           |
| TAS                            | Sonstige Tannen                   | Abies spec.                                  |
| DGL                            | Douglasie                         | Pseudotsuga spec.                            |
| LEB                            | Lebensbäume                       | Thuja spec.                                  |
| SZP                            | Scheinzypressen                   | Chamaecyparis spec.                          |
| HLO                            | Hemlockstanne                     | Tsuga canadensis                             |
| EIB                            | Eibe                              | Taxus baccata                                |
| SNA                            | Sonstige Nadelbaumarten           |                                              |
| 5. Eichen                      |                                   |                                              |
| SEI                            | Stieleiche                        | Quercus robur                                |
| TEI                            | Traubeneiche                      | Quercus petraea                              |
| REI                            | Roteiche                          | Quercus rubra                                |
| EIS                            | Sonstige Eichen                   | Quercus spec.                                |
| 6. Buchen                      |                                   |                                              |
| RBU                            | Rotbuche                          | Fagus silvatica                              |
| 7. Hartlaubbaumarten           |                                   |                                              |
| HBU                            | Hainbuche                         | Carpinus betulus                             |
| GES                            | Gemeine Esche                     | Fraxinus excelsior                           |
| BAH                            | Bergahorn                         | Acer pseudoplatanus                          |
| SAH                            | Spitzahorn                        | Acer platanoides                             |
| FAH                            | Feldahorn                         | Acer campestre                               |
| BUL                            | Bergulme(-rüster)                 | Ulmus glabra                                 |
| FUL                            | Flatterulme(-rüster)              | Ulmus laevis                                 |
| MUL                            | Feldulme                          | Ulmus minor, alternativ ULS – sonstige Ulmen |
| ROB                            | Robinie                           | Robinia pseudoacacia                         |
| VKI                            | Vogelkirsche                      | Prunus avium (ssp. avium)                    |
| SKB                            | Spätblühender Traubenkirschenbaum | Prunus serotina                              |
| SHL                            | Sonstige Hartlaubbaumarten        |                                              |
| 8. Birke                       |                                   |                                              |
| GBI                            | Gemeine Birke                     | Betula pendula                               |
| MBI                            | Moorbirke                         | Betula pubescens                             |
| 9. Sonstige Weichlaubbaumarten |                                   |                                              |
| RER                            | Roterle (Schwarzerle)             | Alnus glutinosa                              |
| WER                            | Weißerle (Grauerle)               | Alnus incana                                 |
| GER                            | Grünerle                          | Alnus viridis                                |
| RKA                            | Rosskastanie                      | Aesculus hippocastanum                       |
| GEB                            | Gemeine Eberesche                 | Sorbus aucuparia                             |
| WLI                            | Winterlinde                       | Tilia cordata                                |
| SLI                            | Sommerlinde                       | Tilia platyphyllos                           |
| HAS                            | Haselstrauch                      | Corylus avellana                             |
| PAP                            | Pappel                            | Populus spec.                                |
| ASP                            | Aspe                              | Populus tremula                              |
| FLB                            | Faulbaum                          | Frangula alnus                               |
| SWE                            | Salweide                          | Salix caprea                                 |
| BWS                            | Sonstige Baumweiden               | Salix spec.                                  |
| SWL                            | Sonstige Weichlaubbaumarten       |                                              |

## Quelle
- Liste der Baumartenkürzel des Staatsbetriebes Sachsenforst (xls, unveröff.)